# Conchy-les-Pots
Pour les articles homonymes, voir Conchy.
Conchy-les-Pots est une commune française située dans le département de l'Oise, en région Hauts-de-France.

## Géographie

### Description
Conchy-les-Pots est un village-rue périurbain du Ressontois dans l'Oise et limitrophe de la Somme et  situé à 13 km au sud-est de Montdidier, à 20 km à l'ouest de Noyon et 22 km au nord de Compiègne.
Le territoire communal est limité à l'ouest  par le tracé de l'ancienne route nationale 17  (actuelle RD 1017) et à l'est par le tracé de  la  LGV Nord et de l'autoroute A1 dont la sortie la plus proche est celle de Roye.

### Hydrographie
La commune est traversée par la ligne de partage des eaux entre les bassins hydrographiques Artois-Picardie et Seine-Normandie. Elle n'est drainée par aucun cours d'eau.

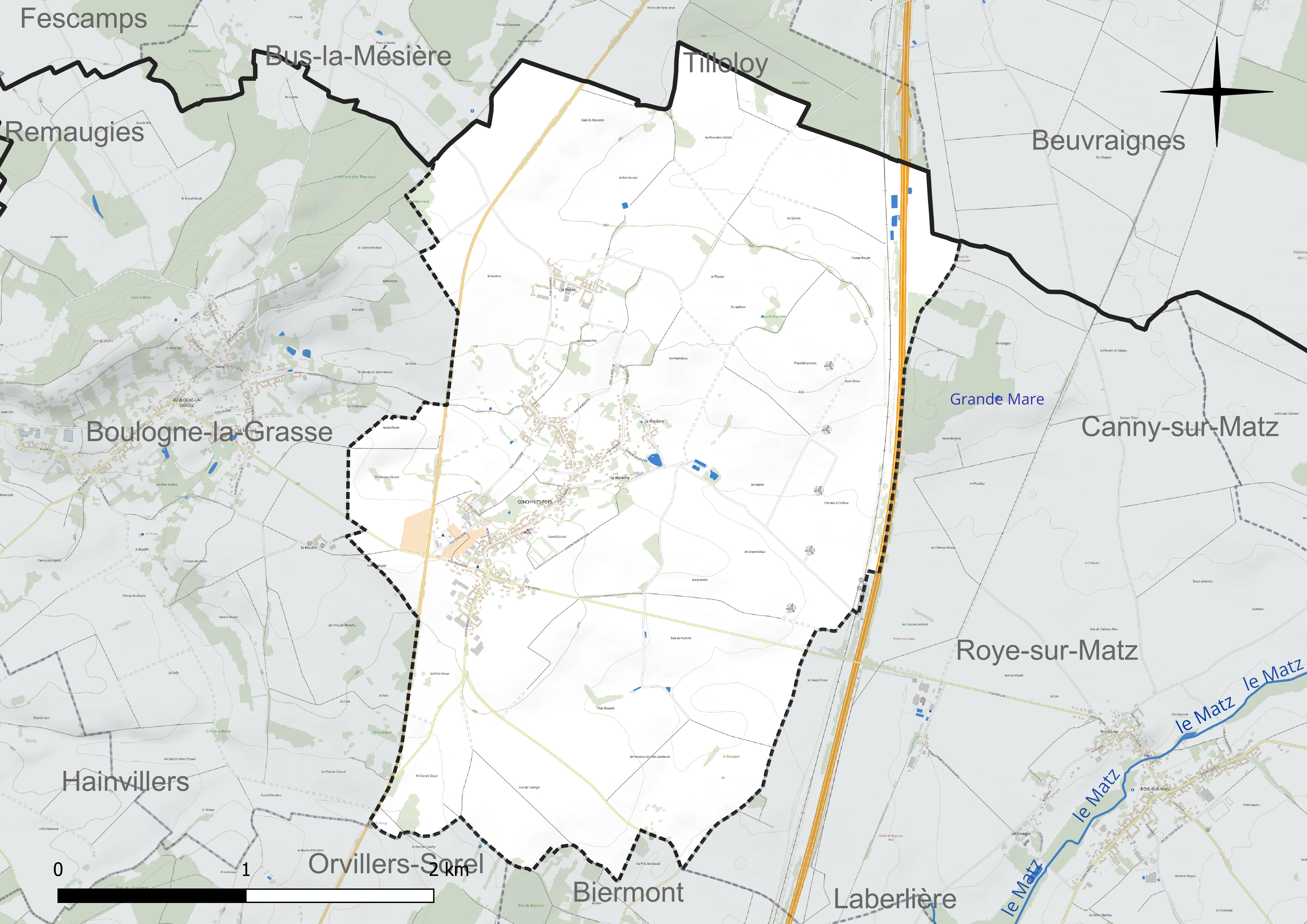
Réseau hydrographique de Conchy-les-Pots.

### Climat
Pour des articles plus généraux, voir Climat des Hauts-de-France et Climat de l'Oise.
En 2010, le climat de la commune est de type climat océanique dégradé des plaines du Centre et du Nord, selon une étude du CNRS s'appuyant sur une série de données couvrant la période 1971-2000. En 2020, Météo-France publie une typologie des climats de la France métropolitaine dans laquelle la commune est exposée à un climat océanique et est dans la région climatique Nord-est du bassin Parisien, caractérisée par un ensoleillement médiocre, une pluviométrie moyenne régulièrement répartie au cours de l'année et un hiver froid (3 °C).
Pour la période 1971-2000, la température annuelle moyenne est de 10,4 °C, avec une amplitude thermique annuelle de 14,7 °C. Le cumul annuel moyen de précipitations est de 704 mm, avec 11,2 jours de précipitations en janvier et 8,5 jours en juillet. Pour la période 1991-2020, la température moyenne annuelle observée sur la station météorologique la plus proche, située sur la commune de Godenvillers à 13 km à vol d'oiseau, est de 11,1 °C et le cumul annuel moyen de précipitations est de 701,9 mm,. Pour l'avenir, les paramètres climatiques de la commune estimés pour 2050 selon différents scénarios d'émission de gaz à effet de serre sont consultables sur un site dédié publié par Météo-France en novembre 2022.

## Urbanisme

### Typologie
Au 1er janvier 2024, Conchy-les-Pots est catégorisée commune rurale à habitat dispersé, selon la nouvelle grille communale de densité à sept niveaux définie par l'Insee en 2022.
Elle est située hors unité urbaine. Par ailleurs la commune fait partie de l'aire d'attraction de Compiègne, dont elle est une commune de la couronne,. Cette aire, qui regroupe 101 communes, est catégorisée dans les aires de 50 000 à moins de 200 000 habitants,.

### Occupation des sols
L'occupation des sols de la commune, telle qu'elle ressort de la base de données européenne d'occupation biophysique des sols Corine Land Cover (CLC), est marquée par l'importance des territoires agricoles (89,2 % en 2018), en diminution par rapport à 1990 (93,8 %). La répartition détaillée en 2018 est la suivante : 
terres arables (84 %), zones urbanisées (7,3 %), zones agricoles hétérogènes (5,2 %), zones industrielles ou commerciales et réseaux de communication (2,8 %), forêts (0,7 %). L'évolution de l'occupation des sols de la commune et de ses infrastructures peut être observée sur les différentes représentations cartographiques du territoire : la carte de Cassini (XVIIIe siècle), la carte d'état-major (1820-1866) et les cartes ou photos aériennes de l'IGN pour la période actuelle (1950 à aujourd'hui).

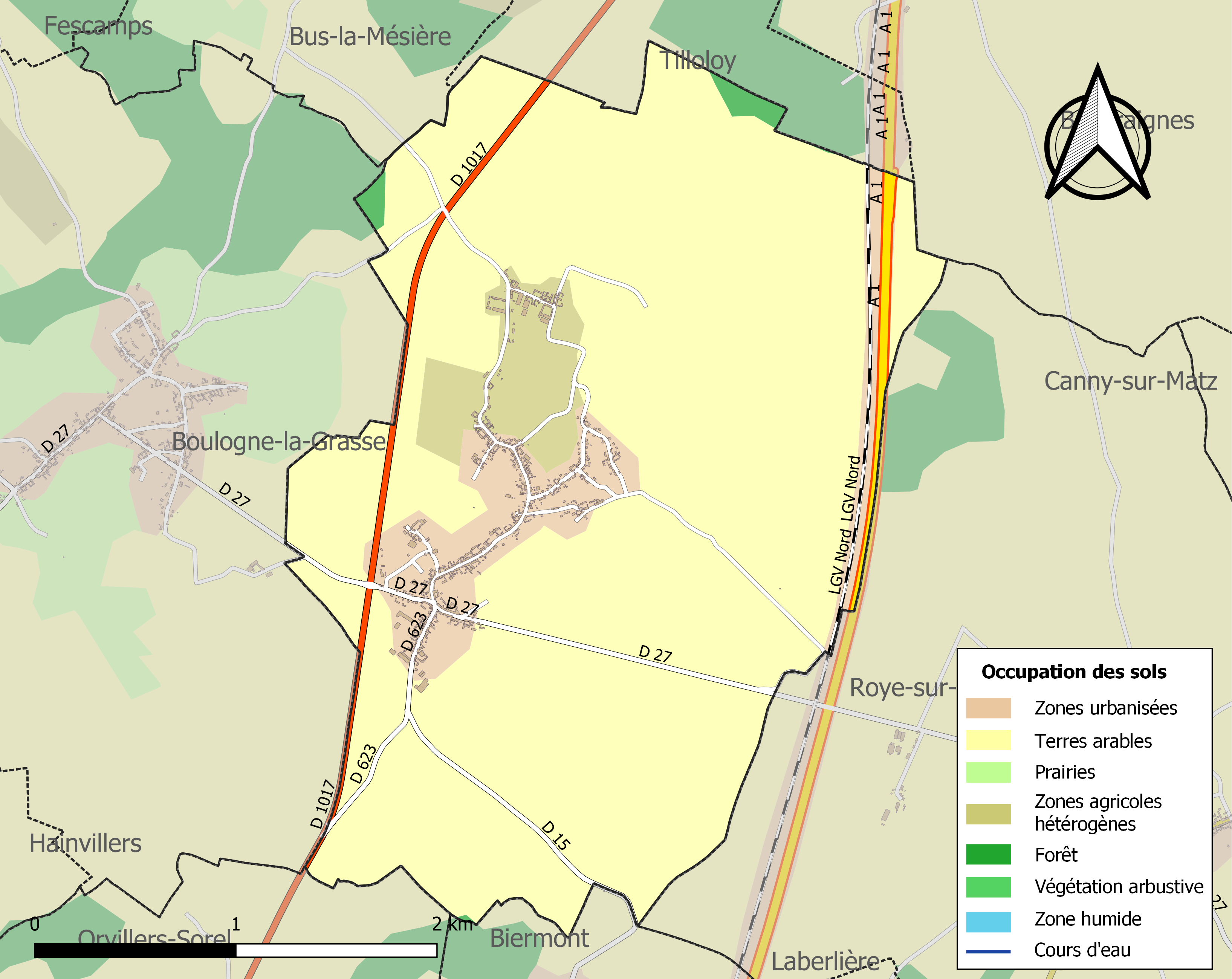
Carte des infrastructures et de l'occupation des sols de la commune en 2018 (CLC).

### Lieux-dits, hameaux et écarts
La commune compte plusieurs hameaux : La Poste, la Harache, La Marlière.

### Habitat et logement
En 2018, le nombre total de logements dans la commune était de 296, alors qu'il était de 284 en 2013 et de 268 en 2008.
Parmi ces logements, 86,6 % étaient des résidences principales, 8 % des résidences secondaires et 5,4 % des logements vacants. Ces logements étaient pour 98 % d'entre eux des maisons individuelles et pour 1,7 % des appartements.
Le tableau ci-dessous présente la typologie des logements à Conchy-les-Pots en 2018 en comparaison avec celle de l'Oise et de la France entière. Une caractéristique marquante du parc de logements est ainsi une proportion de résidences secondaires et logements occasionnels (8 %) supérieure à celle du département (2,5 %) et à celle de la France entière (9,7 %). Concernant le statut d'occupation de ces logements, 87,3 % des habitants de la commune sont propriétaires de leur logement (85,8 % en 2013), contre 61,4 % pour l'Oise et 57,5 pour la France entière.
| Typologie                                               | Conchy-les-Pots | Oise | France entière |
| ------------------------------------------------------- | --------------- | ---- | -------------- |
| Résidences principales (en %)                           | 86,6            | 90,4 | 82,1           |
| Résidences secondaires et logements occasionnels (en %) | 8               | 2,5  | 9,7            |
| Logements vacants (en %)                                | 5,4             | 7,1  | 8,2            |

### Voies de communication et transports
La commune est desservie, en 2023, par les lignes 654, 655, 675, 6303 et 6334 du réseau interurbain de l'Oise.

## Toponymie
La commune, instituée par la Révolution française sous le nom de Conchy les Pots prend celui de Conchy-Saint-Nicaise après l'absorption en 1795  de celle du Plessis Saint Nicaise. Elle reprend ultérieurement sa dénomination actuelle de Conchy-les-Pots.
Conchy vient de « Conques » signifiant coquillages. On en trouve beaucoup à l'état de fossiles dans le sous-sol. Une poterie était par ailleurs installée dans le village par le passé.
Émile Coët indique « On donne à ce village le nom de Conchy-les-Pots à cause des ateliers de poterie qui existent depuis longtemps dans cette commune. On pourrait même faire remonter cette fabrication à l'époque romaine, car on a trouvé à Conchy, une plaque en terre cuite représentant une tête de Vespasien, ceinte d'une couronne de laurier. »

## Histoire
Conchy est traversée par l'ancienne voie romaine reliant Beauvais à Bavay.
Conchy-les-Pots, situé sur la Route de Flandre disposait autrefois d'un relais de poste aux chevaux. Le hameau de la Poste, situé Rue de Flandre  rappelle cet ancien relais de poste.
La seigneurie de Conchy-les-Pots  faisait partie, au XVe siècle, du comté de Tilloloy.
Sous l'Ancien Régime, Conchy (conchiacum) relevait du bailliage, de la prévôté et du grenier à sel de Roye, de l'élection de Montdidier, alors que Sàint-Nicaise relevait du bailliage de Montdidier. Cette ville percevait un  droit de travers sur toutes les marchandises, les chevaux, voitures et les bestiaux qui passaient à Conchy. Conchy était un fief dépendant de  la châtellenie de Montdidier.
À la Révolution, le dernier seigneur est Joachim-Charles de Seiglières, seigneur de Conchy, Tilloloy, Amy, etc., « Ce seigneur qui possédait une immense fortune et qui était très charitable, habitait Paris où il était né. Sous la Terreur, il fut arrêté et détenu aux Carmes. Malgré les efforts des habitants de Tilloloy, de Conchy et de toutes ses terres pour lui sauver la vie, il fut accusé de conspiration contre la sécurité de l'État et condamné à mort par le tribunal révolutionnaire, le 5 thermidor an XI (24 juillet 1803) Il fut exécuté, ainsi que la comtesse d'Hinnisdal, sa fille », et ses biens, saisis comme biens nationaux sont vendus..
Le bourg est desservi, de 1895 jusqu'en 1948, par la ligne Noyon - Lassigny - Rollot - Montdidier des Chemins de fer départementaux de l'Oise, un réseau de chemin de fer secondaire à voie métrique exploité, à partir de 1922, par la compagnie CGL pour le compte du département,.

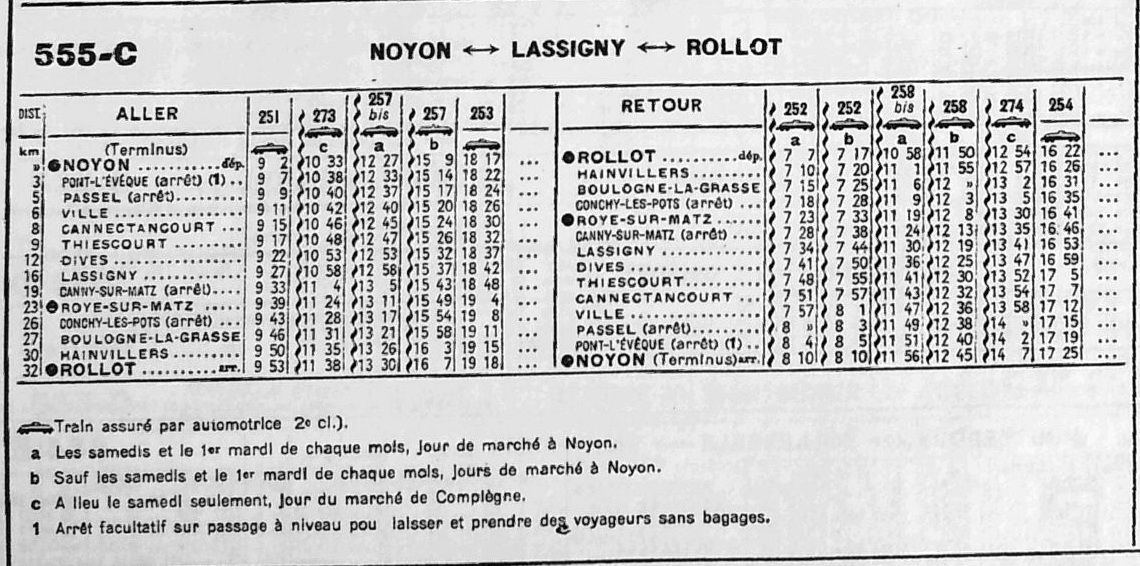
Horaires de la ligne en 1936

Le village est considéré comme détruit à la fin de la  Première Guerre mondiale et a  été décoré de la Croix de guerre 1914-1918, le 21 février 1921.

## Politique et administration

### Rattachements administratifs et électoraux

#### Rattachements administratifs
La commune se trouve dans l'arrondissement de Compiègne du département de l'Oise.
Elle faisait partie depuis 1802 du canton de Ressons-sur-Matz. Dans le cadre du redécoupage cantonal de 2014 en France, cette circonscription administrative territoriale a disparu, et le canton n'est plus qu'une circonscription électorale.

#### Rattachements électoraux
Pour les élections départementales, la commune fait partie depuis 2014 du canton d'Estrées-Saint-Denis
Pour l'élection des députés, elle fait partie de la sixième circonscription de l'Oise.

### Intercommunalité
Conchy-les-Pots est membre de la communauté de communes du Pays des Sources, un établissement public de coopération intercommunale (EPCI) à fiscalité propre créé en 1997  et auquel la commune a transféré un certain nombre de ses compétences, dans les conditions déterminées par le code général des collectivités territoriales.

### Liste des maires
| Période                                  | Période                       | Identité                | Étiquette | Qualité                                                 |
| ---------------------------------------- | ----------------------------- | ----------------------- | --------- | ------------------------------------------------------- |
| Les données manquantes sont à compléter. |                               |                         |           |                                                         |
| 1953                                     | 1989                          | Pierre Payen            |           |                                                         |
| 1989                                     | 1995                          | Gilbert Harang          |           |                                                         |
| 1995                                     | 2001                          | Serges Hennon           |           |                                                         |
| mars 2001                                | mai 2020                      | Yves Lemaire            |           | Vice-président de la CC du Pays des Sources ( ? → 2020) |
| mai 2020,                                | En cours (au 2 décembre 2021) | Marie-Christine Pinsson |           | Vice-présidente de la CC du Pays des Sources (2020 → )  |

## Équipements et services publics
La commune s'est doté en septembre 2020 de nouveaux locaux étendant la mairie, et qui accueillent également les classes de l'école et la maison de santé.

### Enseignement
Les enfants de la commune sont scolarisés avec ceux de Boulogne-la-Grasse, Canny-sur-Matz, Roye-sur-Matz dans le cadre d'une regroupement pédagogique intercommunal. Les installations de Conchy-les-Pots sont implantés depuis la rentrée 2020 dans un bâtiment regroupant la mairie et la  maison de santé, et accueillent trois classes, le périscolaire et la salle de motricité,.

### Équipements culturels
L'intercommunalité a créé à Conchy-les-Pots une salle de spectacles associative de 49 places dénommée Le Caméléon et implantée au 320, rue de la Harache. Fin 2021, elle accueille un spectacle tous les 15 jours.

### Santé
La commune s'est dotée en 2021 d'une maison de santé envisagée depuis 2007. N'ayant pu attirer l'installation de médecins, cette structure est reprise en 2022 par l'association d'aide à domicile en milieu rural de l'Oise avec le soutien de l'intercommunalité.

## Population et société

### Démographie

#### Évolution démographique
L'évolution du nombre d'habitants est connue à travers les recensements de la population effectués dans la commune depuis 1793. Pour les communes de moins de 10 000 habitants, une enquête de recensement portant sur toute la population est réalisée tous les cinq ans, les populations de référence des années intermédiaires étant quant à elles estimées par interpolation ou extrapolation. Pour la commune, le premier recensement exhaustif entrant dans le cadre du nouveau dispositif a été réalisé en 2004.

En 2022, la commune comptait 753 habitants, en évolution de +7,57 % par rapport à 2016 (Oise : +0,87 %, France hors Mayotte : +2,11 %).
| 1793 | 1800 | 1806 | 1821 | 1831 | 1836 | 1841 | 1846 | 1851 |
| ---- | ---- | ---- | ---- | ---- | ---- | ---- | ---- | ---- |
| 906  | 990  | 960  | 850  | 951  | 969  | 991  | 947  | 755  |

| 1856 | 1861 | 1866 | 1872 | 1876 | 1881 | 1886 | 1891 | 1896 |
| ---- | ---- | ---- | ---- | ---- | ---- | ---- | ---- | ---- |
| 810  | 750  | 804  | 761  | 741  | 714  | 707  | 717  | 706  |

| 1901 | 1906 | 1911 | 1921 | 1926 | 1931 | 1936 | 1946 | 1954 |
| ---- | ---- | ---- | ---- | ---- | ---- | ---- | ---- | ---- |
| 702  | 711  | 662  | 554  | 616  | 534  | 518  | 505  | 460  |

| 1962 | 1968 | 1975 | 1982 | 1990 | 1999 | 2004 | 2006 | 2009 |
| ---- | ---- | ---- | ---- | ---- | ---- | ---- | ---- | ---- |
| 486  | 470  | 434  | 404  | 462  | 522  | 595  | 620  | 609  |

| 2014 | 2019 | 2022 | - | - | - | - | - | - |
| ---- | ---- | ---- | - | - | - | - | - | - |
| 683  | 725  | 753  | - | - | - | - | - | - |

#### Pyramide des âges
La population de la commune est relativement jeune.
En 2018, le taux de personnes d'un âge inférieur à 30 ans s'élève à 41,8 %, soit au-dessus de la moyenne départementale (37,3 %). À l'inverse, le taux de personnes d'âge supérieur à 60 ans est de 17,8 % la même année, alors qu'il est de 22,8 % au niveau départemental.
En 2018, la commune comptait 358 hommes pour 357 femmes, soit un taux de 50,07 % d'hommes, légèrement supérieur au taux départemental (48,89 %).
Les pyramides des âges de la commune et du département s'établissent comme suit.
| Hommes | Classe d’âge | Femmes |
| ------ | ------------ | ------ |
| 0,3    | 90 ou +      | 1,4    |
| 4,4    | 75-89 ans    | 6,6    |
| 11,9   | 60-74 ans    | 11,1   |
| 18,7   | 45-59 ans    | 17,1   |
| 21,8   | 30-44 ans    | 23,2   |
| 16,5   | 15-29 ans    | 16,9   |
| 26,4   | 0-14 ans     | 23,8   |

| Hommes | Classe d’âge | Femmes |
| ------ | ------------ | ------ |
| 0,5    | 90 ou +      | 1,4    |
| 5,5    | 75-89 ans    | 7,6    |
| 15,6   | 60-74 ans    | 16,3   |
| 20,8   | 45-59 ans    | 20     |
| 19,4   | 30-44 ans    | 19,4   |
| 17,6   | 15-29 ans    | 16,2   |
| 20,6   | 0-14 ans     | 19,1   |

## Économie
La commune accueille en 2020 une pharmacie et un artisan-taxi. La boulangerie ayant fermé, la municipalité élue en 2020 escompte implanter un distributeur de pain dans le village.Le premier juillet 2023 ouverture d'une boulangerie a Conchy-les-Pots en face de la mairie et des médecins.

## Culture locale et patrimoine

### Lieux et monuments
- L'église Saint-Nicaise, qui succède à un édifice totalement détruit durant la Première Guerre mondiale, et a été édifiée  en 1925-26 sur un parti architectural et décoratif  origina qui en fait une église caractéristique de la Reconstruction dans le Noyonnaisl. L'entrée est constituée d'un porche, d'une tribune et le clocher, avec au rez-de-chaussée le baptistère et une cage d'escalier. La nef comprend cinq travées et ses bas-côtés, suivie de l'abside à 5 pans entourée d'un déambulatoire. Deux chapelles entourent la quatrième travée.
Quatre fenêtres du chevet accueillent des verrières du  XVIe siècle de style Renaissance provenant de l'église détruite en 1915, et notamment celle dédiée à Saint Jean-Baptiste. L'abside est éclairée par trois verrières, très restaurées et recomposées à partir d'éléments épars, comme la précédente, évoquent une Crucifixion, un Arbre de Jessé, saint Denis et, à nouveau, Saint Jean-Baptiste. Treize autres vitraux ont été réalisés par le maître-verrier Houille, de Beauvais, et consacrés principalement à des apôtres et à des évêques[33],[34].

- Stèle du 4e régiment de zouaves, au croisement des départementales RD1017 et RD7. Elle rend hommage à ce régiment qui combattit dans la région du 27 au 31 mars 1918 lors de l'offensive allemande qui visait Amiens et la séparation des armées britannique et française. On peut y lire : « En ces lieux, du 27 au 31 mars 1918, le 4e Régiment de Zouaves a combattu sans répit contre des forces très supérieures, a infligé à l'ennemi des pertes graves, arrêtant son avance, lui enlevant 40 mitrailleuses »[35].

Les verrières de l'ancienne église, en 1919
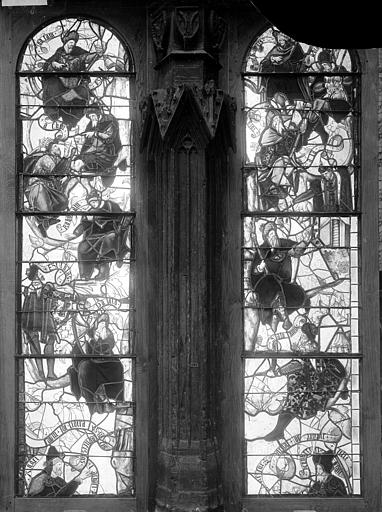
Saint Jean-Baptiste
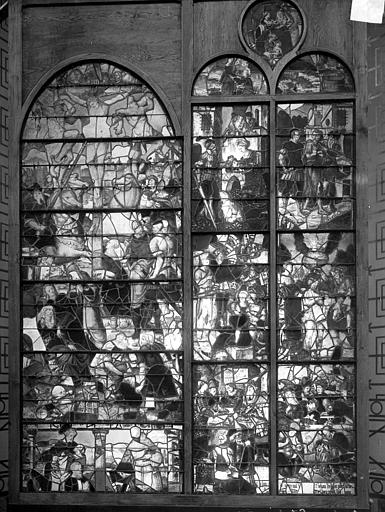
L'arbre de Jessé

### Personnalités liées à la commune
Parmi les premiers seigneurs de Conchy, le nom de certains nous sont parvenus : 
- Jehan du Plessier, écuyer, et son fils, Bernard du Plessier, chevalier, sont dits seigneurs de Conchy dans des actes du cartulaire de l'Abbaye d'Ourscamp de 1270 et 1285.
- Jean de Conchy. devait foi et hommage au roi Philippe-Auguste pour la terre de Conchy, qui relevait de l'autorité royale, à cause de la châtellenie de Montdidier.
- Robert de la Tournelle, seigneur des Grandes-Tournelles, donne, en 1206, à la collégiale de la Madeleine de Rollot, une dîme qu'il percevait à Conchy.

### Conchy-les-Pots dans les arts et la culture
Jean Baptiste Clément écrit en 1866 à Conchy la célèbre chanson Le Temps des cerises devenue depuis  un symbole de la Commune de Paris.